# Ananta (videojuego)
Ananta (anteriormente Project Mugen) es un próximo videojuego de rol de acción de mundo abierto urbano gratuito desarrollado por el estudio Naked Rain en su sede en Hangzhou junto a NetEase Montreal y distribuido por NetEase para las plataformas de Android, iOS, Microsoft Windows y PlayStation 5. Fue anunciado en la Gamescom el 24 de agosto de 2023.

## Jugabilidad
Con una estética de anime con sombreado de celdas, con ciclos de día y noche, el juego se desarrolla en un mundo abierto urbano místico, donde cada ciudad está poblada de peatones y enemigos. La primera ciudad del juego, llamada Nova Inception Urbs, está diseñada en un estilo urbano japonés. Otras ciudades estarán disponibles más adelante con inspiraciones europeas y estadounidenses. El jugador puede viajar alrededor del mundo entre ciudades. Cada ciudad se genera de manera procedimental uniendo múltiples áreas prediseñadas manualmente, como playas, parques públicos o de atracciones y fábricas. El personaje puede recoger gatos, jugar minijuegos e interactuar con todos los objetos de la ciudad, especialmente en combate.

### Personajes
El juego cuenta con Taffy, Bansy, Alan, Mechanika, Dila, Ringo, Aileen y Lykaia.

### Mecánica
El jugador puede nadar en el agua o navegar por la ciudad corriendo, andando en bicicleta o en coche, escalando paredes, haciendo parkour, luchando y balanceándose entre rascacielos usando cuerdas de forma similar a Spider-Man. Traverse es de ritmo rápido y no requiere resistencia. Algunos personajes tienen estilos de travesía únicos. Por ejemplo, el martillo de Taffy puede convertirse en una bicicleta que puede montar. El jugador puede asumir varias misiones y desafíos para recuperar recuerdos perdidos y desbloquear varias habilidades que pueden ayudar a progresar en la historia de cada personaje, culminando en una trama final que involucra batallas contra un villano.
El jugador navega y lucha en la ciudad como un solo personaje, pero puede cambiar entre un equipo de cuatro personajes durante los principales eventos de batalla y peleas contra jefes. Cada personaje tiene estadísticas y habilidades únicas que pueden sinergizarse con sus compañeros de equipo. El equipo completo también puede equipar un beneficio adicional o una habilidad importante como control de masas o telequinesis.

## Argumento
El jugador asume el papel de un investigador sobrenatural de primer nivel conocido como "Infinite Trigger", que investiga anomalías y eventos paranormales. Todos los personajes principales y algunos NPC son "Espers", personas con habilidades sobrenaturales. Cada Esper tiene una historia única que el jugador puede experimentar, en la que el personaje lucha contra una fuerza llamada "Caos" que amenaza a la humanidad.

## Desarrollo
El juego se está desarrollando actualmente para PC, PlayStation 5, Android e iOS. Se está desarrollando en chino, inglés y japonés, con la intención de agregar más idiomas y opciones de localización. Aún no se ha planeado una fecha de lanzamiento ni un plan de monetización, ya que los desarrolladores actualmente están enfocados en el diseño del juego y la creación de contenido.
El 29 de noviembre de 2024, el 
título del juego Project Mugen pasó a llamarse Ananta. Ha sido aprobado para su lanzamiento en China.